# Ми. Віримо у кохання
«Ми. Ві́римо у коха́ння» (англ. «W.E.») — мелодрама, знята Мадонною у 2011 році.

## Сюжет
Стрічка має подвійну сюжетну лінію. У одній показано історію кохання короля Великої Британії Едуарда VIII і звичайної американки Волліс Сімпсон. Інша сюжетна лінія пов'язана з Воллі Вінтроп, сучасною жінкою, що захоплена цією історією кохання. Воллі 28 років, вона вже декілька років одружена з успішнім психотерапевтом, проте не дуже щаслива в стосунках і відчайдушно намагається завагітніти. Пристрасть до королівської історії передається їй від матері та бабусі. Коли вона потрапляє на аукціон Сотбі, де продаються особисті речі Едуарда та місіс Сімпсон, то поринає у атмосферу середини XX століття. Далі починається і її любовна лінія з охоронцем аукціону Євгеном Колпаковим російського походження.
Фільм побудований так: коли погляд Воллі потрапляє на якусь річ (чашку, цигарницю, скатертину, особистий лист) — і цей предмет, а слідом за ним і дія, відразу ж переносяться в епоху Волліс Сімпсон.

## Творці фільму

### Знімальна група
- Режисерка: Мадонна
- Сценаристи: Мадонна, Алек Кешишян
- Продюсери: Колін Вейнс
- Композитор: Абель Корженевський
- Оператор: Хаген Богданський
- Декоратори: Селія Бобак, Черіш Магенніс, Мішель Роллан
- Художниця по костюмах: Аріана Філіпс

### У ролях
- Еббі Корніш — Воллі Вінтроп
- Андреа Райзборо — Волліс Сімпсон
- Джеймс Д'Арсі — Едуард VIII
- Оскар Айзек — Євгеній Колпаков
- Джеймс Фокс — Король Георг V
- Джуді Парфітт — Королева Марія Текська
- Лоуренс Фокс — Принц Альберт
- Девід Гарбор — Ернест Сімпсон
- Наталі Дормер — Єлизавета Боуз-Лайон
- Кеті Мак-Грат — Тельма Фернесс
- Аннабелль Волліс — Арабелла Грін

## Нагороди
Фільм завоював премію «Золотий глобус» за найкращу пісню.